# Harbor Point

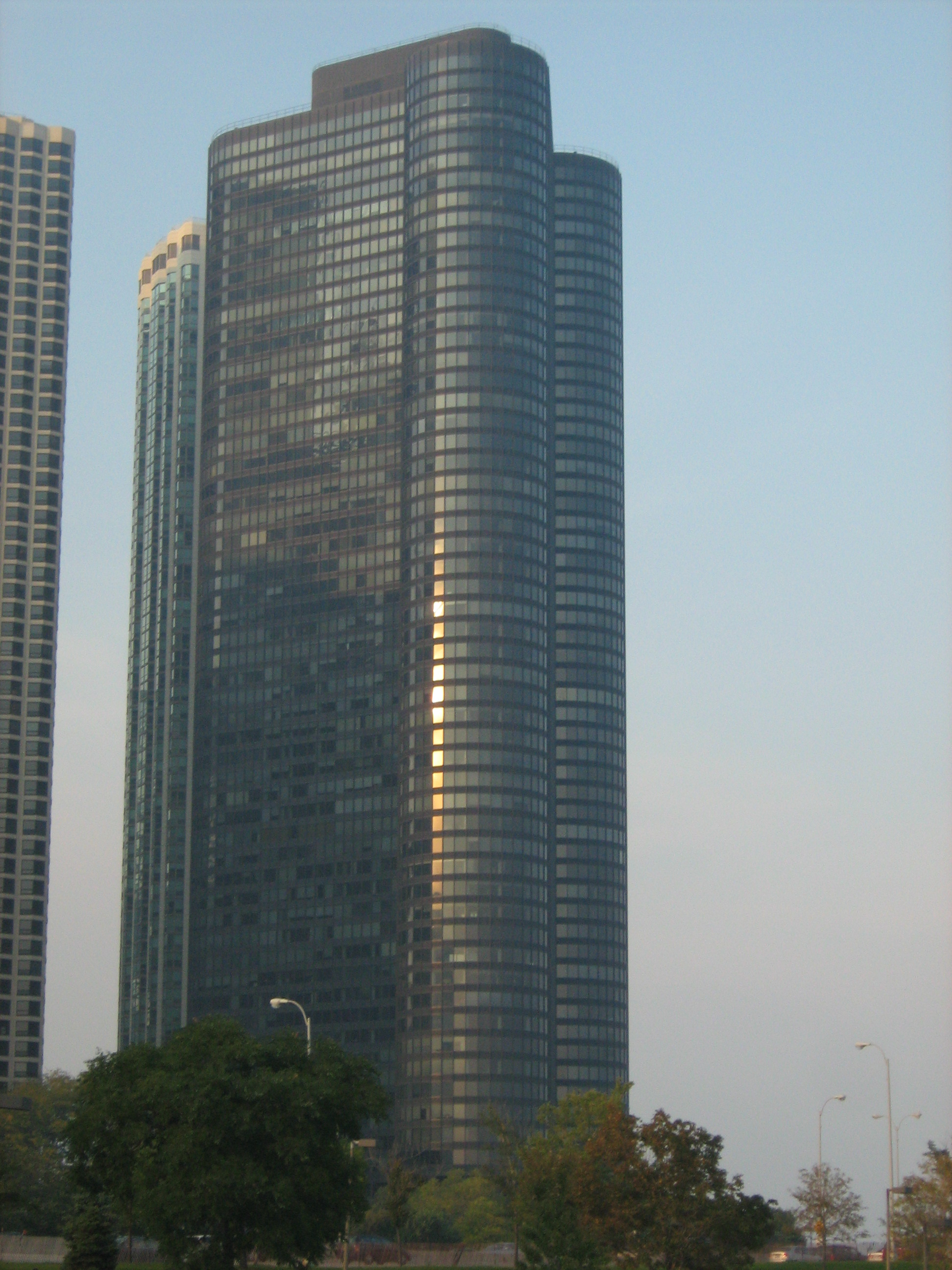
Harbor Point

Harbor Point est un gratte-ciel résidentiel situé au 155 N Harbor Drive, entre Lake Shore Drive à l'ouest et le lac Michigan à l'ouest, dans le quartier de New Eastside à Chicago, dans l'État de l'Illinois aux États-Unis.
Construit en 1972, Harbor Point Condominiums est un bâtiment résidentiel et commercial d'une hauteur de 168 mètres (551 pieds) et comportant 54 étages, il est parmi les plus hauts bâtiments de Chicago. Le bâtiment offre une vue à la fois sur Grant Park et Millennium Park et se trouve près du port de Monroe (Monroe Harbor). Le 400 East Randolph, l'un des plus grands immeubles résidentiels du quartier, est situé à proximité. 
Les résidents des 742 unités ont accès à des équipements comme une piscine intérieure et un jacuzzi, une grande terrasse extérieure, salle de sport, un terrain de basket-ball et de badminton à l'intérieur, une salle de détente comportant des babyfoots et des billards, un salon avec une connexion wi-fi, une salle de jeux intérieure pour les enfants, deux grandes salles d'accueil, un jardin extérieur et un parc privé, un service de voiturier et de portiers avec parking privé et un service de sécurité permanent.
Le bâtiment dispose de 22 entreprises commerciales, principalement situées au niveau inférieur comme un pressing, une épicerie, et des agences immobilières.